# パンネクック

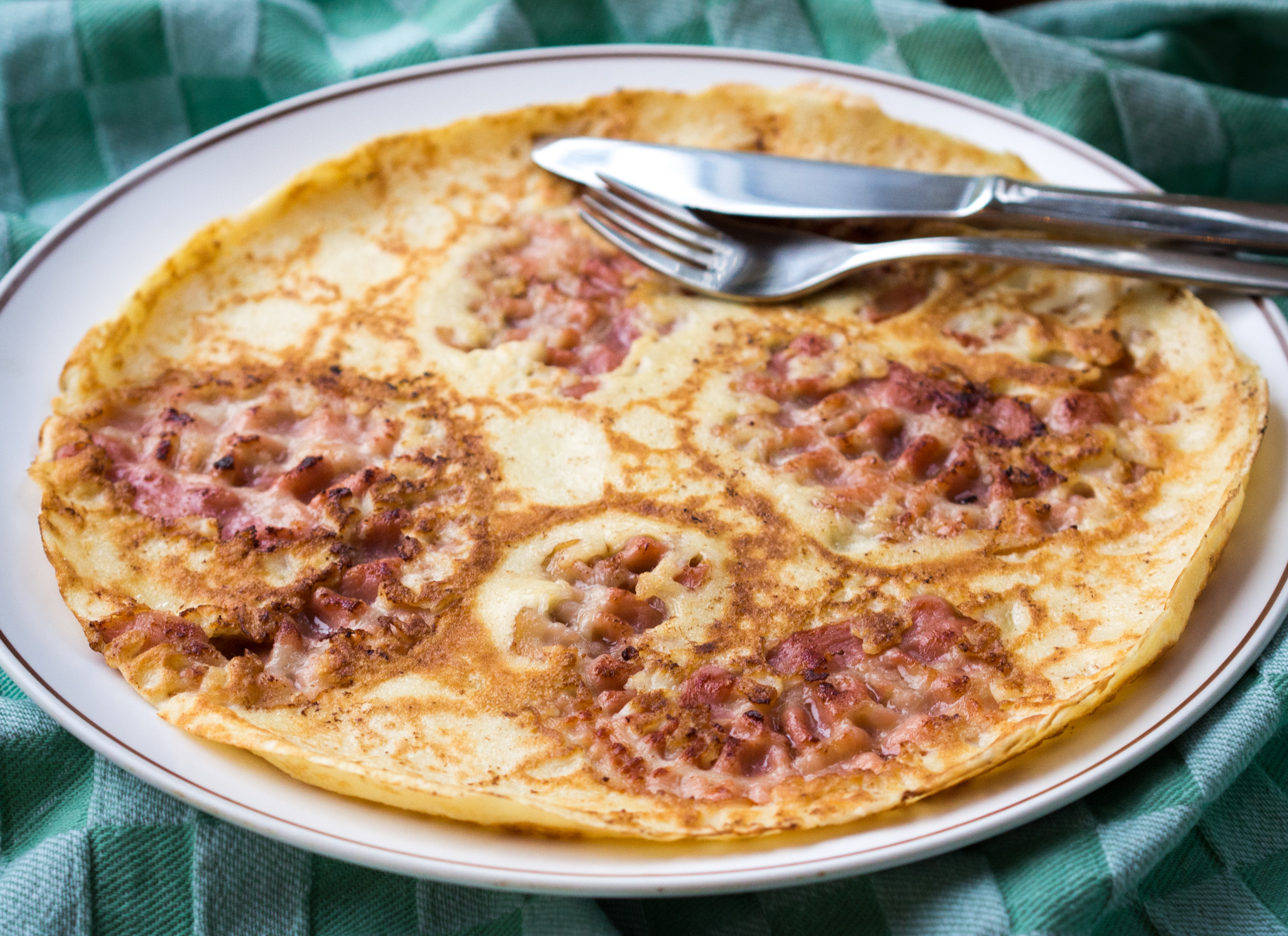
ベーコン入りパンネクック

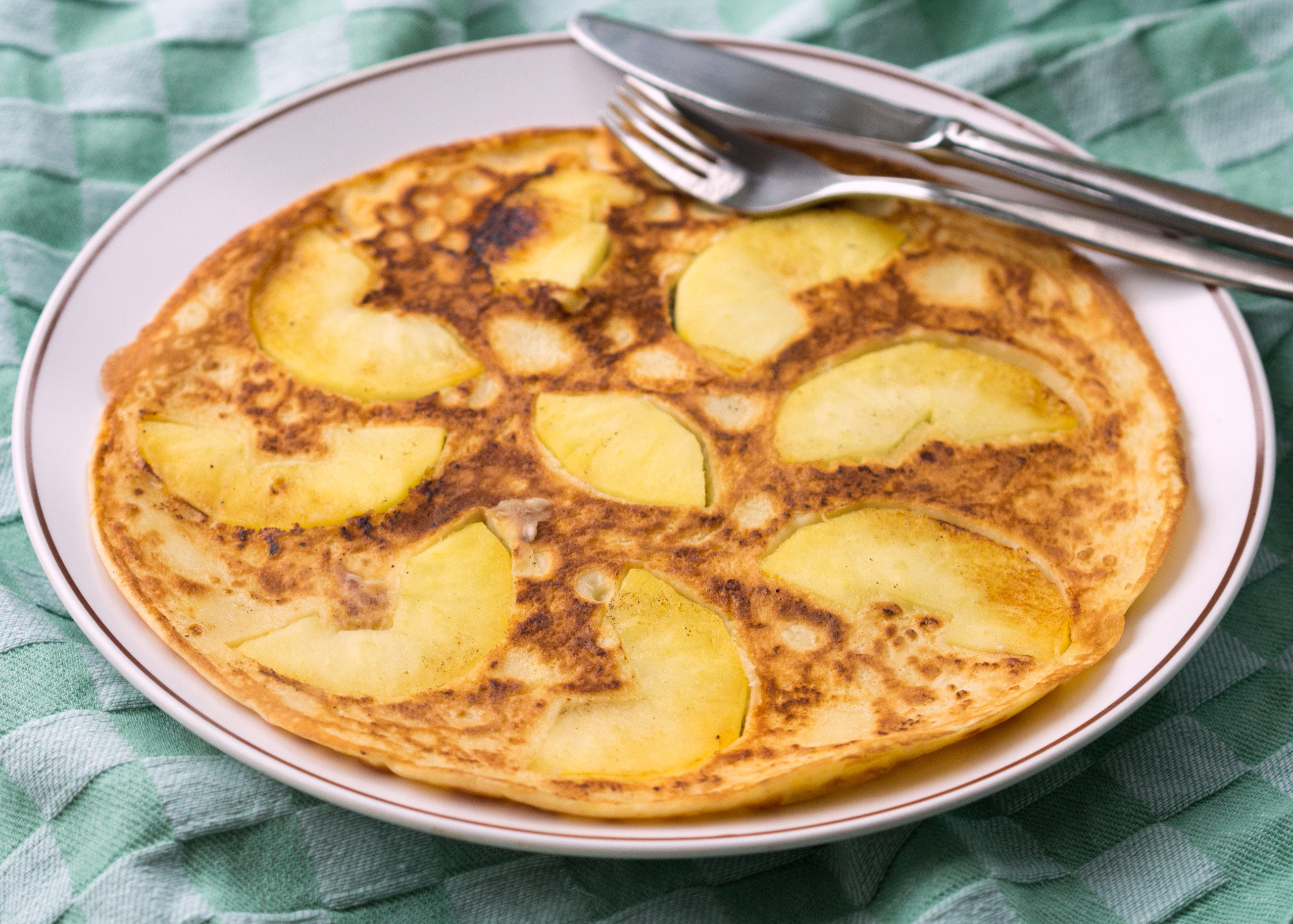
リンゴのパンネクック

パンネクック（オランダ語: pannenkoek）はオランダのパンケーキ。薄焼きであり、パンケーキというよりはクレープに近い。日本語のカタカナ表記としてはパンネクーケン、パンネンクック、パナクックなどがある。
オランダでは庶民的な料理で、朝食、軽いランチ、ティータイムなどで食されており、提供する飲食店も多い。また、自作用の専用ミックス粉もオランダでは販売されている。
ジャムやチョコスプレッドを塗る、フルーツ、ベーコン、チーズ、野菜など様々な材料を好みでトッピングするほか、具材を先にソテーしておいて生地を流し込む作り方もある。